# Lars-Erik Larsson (ingenjör)
Lars-Erik Larsson, född 18 maj 1927 i Göteborg, är en svensk väg- och vattenbyggnadsingenjör.
Larsson, som är son till civilingenjör Erik Larsson och Elsa Rundberg, utexaminerades från Chalmers tekniska högskola 1949, blev teknologie licentiat 1955 och teknologie doktor samt docent i byggnadsteknik vid Chalmers tekniska högskola 1959. Han bedrev forskning i Paris 1949–1950, var förste assistent vid Chalmers tekniska högskola 1951–1959, anställd hos Hjalmar Granholm AB 1959–1966 samt professor i byggnadsteknik I vid Chalmers tekniska högskola 1966–1991.
Han gifte sig 1956 med Lena Granholm, som var dotter till Hjalmar Granholm.